# Badar Indah
Badar Indah is een bestuurslaag in het regentschap Aceh Tenggara van de provincie Atjeh, Indonesië. Badar Indah telt 363 inwoners (volkstelling 2010).